# Kleindietwil
Kleindietwil is een plaats en, tot 31 december 2010, een gemeente in het Zwitserse kanton Bern, en maakt deel uit van het district Oberaargau.

## Geschiedenis
Vanaf 1 januari 2011 behoort Kleindietwil tot de gemeente Madiswil.
- Gemeinsame Normdatei: 7691860-9
- Historisch woordenboek van Zwitserland: 000191
- Virtual International Authority File: 245894525